# Роуз, Леонард
Леонард Роуз (англ. Leonard Rose; 27 июля 1918, Вашингтон, США — 16 ноября 1984, Уайт-Плейнс, США) — американский виолончелист и музыкальный педагог. Происходил из семьи российских эмигрантов, осевших в США. К игре на виолончели приобщился в детстве. В 1938 году окончил Кёртисовский институт музыки в Филадельфии. Был исполнителем в ряде ведущих американских симфонических оркестров; с 1951 года выступал в качестве солиста. С 1961 года и вплоть до своей смерти в 1984 году был участником фортепианного трио, в которое вошли Айзек Стерн (скрипка) и Юджин Истомин (фортепиано). С 1947 года и до своей смерти преподавал в Джульярдской школе; с 1952 по 1962 год — в Кёртисовском институте.

## Биография
Леонард Роуз родился в 1918 году в Вашингтоне, в семье русских эмигрантов. Игре на виолончели начал учиться в десятилетнем возрасте, после чего продолжил обучение у Уолтера Гроссмана в Майами. Затем учился в Нью-Йорке у Фрэнка Миллера, солиста Симфонического оркестра NBC. С 1934 по 1938 год учился в Кёртисовском институте музыки в Филадельфии (класс Феликса Салмонда).
После окончания института был заместителем концертмейстера виолончелей в Симфоническом оркестре NBC под управлением Артуро Тосканини. Затем, с 1939 по 1943 год, играл в Кливлендском оркестре и руководил виолончельным отделением Кливлендского института музыки. С 1943 по 1951 год играл с Нью-Йоркским филармоническим оркестром; в 1944 году впервые выступил с ним в Карнеги-холле.
В 1951 году началась карьера Роуза в качестве солиста. В 1961 году было создано трио, в которое вошли Роуз, Айзек Стерн и Юджин Истомин. Музыканты много гастролировали; так, в 1970 году — в год двухсотлетия Бетховена — они дали 50 концертов, программа которых состояла из произведений композитора, в США, Бразилии, Англии, Ирландии, Франции и Израиле. В 1971 году на 13-й церемонии вручения премий «Грэмми» этот ансамбль был награждён в категории «Лучшее камерное исполнение». В 2000 году советский и российский виолончелист Мстислав Ростропович, отправляясь в турне по США, во время которого сыграл вместе с Истоминым и Стерном, говорил, что это было «очень знаменитое в мире трио»: «Но Леонард умер, и трио распалось. Мы возродим память о нём…». В сольном репертуаре Роуза была классическая и романтическая музыка, а также сочинения современных композиторов. Сохранился ряд аудиозаписей Роуза, в том числе сонаты для виолончели и клавира Баха (совместно с Гленном Гульдом).
Помимо карьеры музыканта, занимался преподаванием. С 1947 года и вплоть до своей смерти преподавал в Джульярдской школе; с 1952 по 1962 год — в Кёртисовском институте музыки. В числе его учеников были Линн Харрелл, Роналд Леонард, Йо-Йо-Ма, Лори Сингер, Стивен Хонигберг, Мюнг Ва Чунг и другие. В 2010 году Хонигберг опубликовал биографию своего учителя: «Леонард Роуз: Золотой век Америки и её первый виолончелист». 
Леонард Роуз умер в 1984 году в Уайт-Плейнс от лейкемии.